# لوسی دورین
لوسی دورین (مجاری: Lucy Doraine؛ ‏ ۲۲ مهٔ ۱۸۹۸ – ۱۴ اکتبر ۱۹۸۹) بازیگر اهل مجارستان بود.
از فیلم‌ها یا برنامه‌های تلویزیونی که وی در آن نقش داشته‌است، می‌توان به نیک و بد اشاره کرد.